# Janina Conceição
Janina Déia Chagas da Conceição; znana jako Janina (ur. 25 października 1972 w Rio de Janeiro – była brazylijska siatkarka, reprezentantka kraju, środkowa. Wicemistrzyni Świata z 1994 r.
W 2000 r. w Sydney zdobyła brązowy medal olimpijski.